# Teucholabis (Teucholabis) immaculata
Teucholabis (Teucholabis) immaculata is een tweevleugelige uit de familie steltmuggen (Limoniidae). De soort komt voor in het Nearctisch gebied.